# Collegio di East Worthing and Shoreham
East Worthing and Shoreham è un collegio elettorale inglese situato nel West Sussex rappresentato alla camera dei Comuni del parlamento del Regno Unito. Elegge un membro del parlamento con il sistema maggioritario a turno unico; l'attuale parlamentare è Tom Rutland del Partito Laburista, che rappresenta il collegio dal 2024.

## Estensione
Il collegio comprende il distretto di Adur e i ward del borough di Worthing di Broadwater, Gaisford, Offington e Selden.
Il collegio copre una porzione orientale di Worthing, le città di Shoreham-by-Sea e Lancing e tre vicini villaggi nella valle di Adur; tutti questi luoghi sono nella contea del West Sussex.

## Membri del parlamento
| Elezione | Elezione | Deputato     | Partito      |
| -------- | -------- | ------------ | ------------ |
|          | 1997     | Tim Loughton | Conservatore |
|          | 2024     | Tom Rutland  | Laburista    |

## Elezioni

### Elezioni negli anni 2020
| Partito                    | Partito                                           | Candidato                  | Risultati 4 luglio 2024 | Risultati 4 luglio 2024 |
| Partito                    | Partito                                           | Candidato                  | Voti                    | %                       |
| -------------------------- | ------------------------------------------------- | -------------------------- | ----------------------- | ----------------------- |
|                            | Laburista                                         | Tom Rutland                | 22 120                  | 45,07                   |
|                            | Conservatore                                      | Leila Williams             | 12 601                  | 25,68                   |
|                            | Reform UK                                         | Lionel Harman              | 7 169                   | 14,61                   |
|                            | Verdi                                             | Debbie Woudman             | 3 246                   | 6,61                    |
|                            | Lib Dem                                           | David Batchelor            | 3 180                   | 6,48                    |
|                            | Indipendente                                      | Frank Ward                 | 320                     | 0,65                    |
|                            | Indipendente                                      | John Greenshields          | 273                     | 0,56                    |
|                            | Indipendente                                      | Ivana Forman               | 169                     | 0,34                    |
|                            |                                                   |                            |                         |                         |
| Iscritti                   | Iscritti                                          | Iscritti                   | 74 738                  | 100,00                  |
| ↳ Votanti (% su iscritti)  | ↳ Votanti (% su iscritti)                         | ↳ Votanti (% su iscritti)  | 49 078                  | 65,67                   |
| ↳ Astenuti (% su iscritti) | ↳ Astenuti (% su iscritti)                        | ↳ Astenuti (% su iscritti) | 25 660                  | 34,33                   |
|                            |                                                   |                            |                         |                         |
|                            | Esito: collegio passa da Conservatore a Laburista |                            |                         |                         |

### Elezioni negli anni 2010
| Partito                    | Partito                                   | Candidato                  | Risultati 12 dicembre 2019 | Risultati 12 dicembre 2019 |
| Partito                    | Partito                                   | Candidato                  | Voti                       | %                          |
| -------------------------- | ----------------------------------------- | -------------------------- | -------------------------- | -------------------------- |
|                            | Conservatore                              | Tim Loughton               | 27 107                     | 51,02                      |
|                            | Laburista                                 | Lavinia O'Connor           | 19 633                     | 36,95                      |
|                            | Lib Dem                                   | Ashley Ridley              | 4 127                      | 7,77                       |
|                            | Verdi                                     | Leslie Williams            | 2 006                      | 3,78                       |
|                            | Indipendente                              | Sophie Cook                | 255                        | 0,48                       |
|                            |                                           |                            |                            |                            |
| Iscritti                   | Iscritti                                  | Iscritti                   | 75 194                     | 100,00                     |
| ↳ Votanti (% su iscritti)  | ↳ Votanti (% su iscritti)                 | ↳ Votanti (% su iscritti)  | 53 128                     | 70,65                      |
| ↳ Astenuti (% su iscritti) | ↳ Astenuti (% su iscritti)                | ↳ Astenuti (% su iscritti) | 22 066                     | 29,35                      |
|                            |                                           |                            |                            |                            |
|                            | Esito: collegio confermato a Conservatore |                            |                            |                            |

| Partito                    | Partito                                   | Candidato                  | Risultati 8 giugno 2017 | Risultati 8 giugno 2017 |
| Partito                    | Partito                                   | Candidato                  | Voti                    | %                       |
| -------------------------- | ----------------------------------------- | -------------------------- | ----------------------- | ----------------------- |
|                            | Conservatore                              | Tim Loughton               | 25 988                  | 48,93                   |
|                            | Laburista                                 | Sophie Cook                | 20 882                  | 39,31                   |
|                            | Lib Dem                                   | Oli Henman                 | 2 523                   | 4,75                    |
|                            | UKIP                                      | Mike Glennon               | 1 444                   | 2,72                    |
|                            | Verdi                                     | Leslie Williams            | 1 273                   | 2,40                    |
|                            | National Health Action                    | Carl Walker                | 575                     | 1,08                    |
|                            | Indipendente                              | Andy Lutwyche              | 432                     | 0,81                    |
|                            |                                           |                            |                         |                         |
| Iscritti                   | Iscritti                                  | Iscritti                   | 73 087                  | 100,00                  |
| ↳ Votanti (% su iscritti)  | ↳ Votanti (% su iscritti)                 | ↳ Votanti (% su iscritti)  | 53 117                  | 72,68                   |
| ↳ Astenuti (% su iscritti) | ↳ Astenuti (% su iscritti)                | ↳ Astenuti (% su iscritti) | 19 970                  | 27,32                   |
|                            |                                           |                            |                         |                         |
|                            | Esito: collegio confermato a Conservatore |                            |                         |                         |

| Partito                    | Partito                                   | Candidato                  | Risultati 7 maggio 2015 | Risultati 7 maggio 2015 |
| Partito                    | Partito                                   | Candidato                  | Voti                    | %                       |
| -------------------------- | ----------------------------------------- | -------------------------- | ----------------------- | ----------------------- |
|                            | Conservatore                              | Tim Loughton               | 24 686                  | 49,47                   |
|                            | Laburista                                 | Tim Macpherson             | 9 737                   | 19,51                   |
|                            | UKIP                                      | Mike Glennon               | 8 267                   | 16,57                   |
|                            | Lib Dem                                   | Bob Smytherman             | 3 360                   | 6,73                    |
|                            | Verdi                                     | James Doyle                | 2 605                   | 5,22                    |
|                            | National Health Action                    | Carl Walker                | 1 243                   | 2,49                    |
|                            |                                           |                            |                         |                         |
| Iscritti                   | Iscritti                                  | Iscritti                   | 74 252                  | 100,00                  |
| ↳ Votanti (% su iscritti)  | ↳ Votanti (% su iscritti)                 | ↳ Votanti (% su iscritti)  | 49 898                  | 67,20                   |
| ↳ Astenuti (% su iscritti) | ↳ Astenuti (% su iscritti)                | ↳ Astenuti (% su iscritti) | 24 354                  | 32,80                   |
|                            |                                           |                            |                         |                         |
|                            | Esito: collegio confermato a Conservatore |                            |                         |                         |

| Partito                    | Partito                                   | Candidato                  | Risultati 6 maggio 2010 | Risultati 6 maggio 2010 |
| Partito                    | Partito                                   | Candidato                  | Voti                    | %                       |
| -------------------------- | ----------------------------------------- | -------------------------- | ----------------------- | ----------------------- |
|                            | Conservatore                              | Tim Loughton               | 23 458                  | 48,47                   |
|                            | Lib Dem                                   | James Doyle                | 12 353                  | 25,52                   |
|                            | Laburista                                 | Emily Benn                 | 8 087                   | 16,71                   |
|                            | UKIP                                      | Mike Glennon               | 2 984                   | 6,17                    |
|                            | Verdi                                     | Susan Board                | 1 126                   | 2,33                    |
|                            | Democratici                               | Clive Maltby               | 389                     | 0,80                    |
|                            |                                           |                            |                         |                         |
| Iscritti                   | Iscritti                                  | Iscritti                   | 74 001                  | 100,00                  |
| ↳ Votanti (% su iscritti)  | ↳ Votanti (% su iscritti)                 | ↳ Votanti (% su iscritti)  | 48 397                  | 65,40                   |
| ↳ Astenuti (% su iscritti) | ↳ Astenuti (% su iscritti)                | ↳ Astenuti (% su iscritti) | 25 604                  | 34,60                   |
|                            |                                           |                            |                         |                         |
|                            | Esito: collegio confermato a Conservatore |                            |                         |                         |

### Elezioni negli anni 2000
| Partito                    | Partito                                   | Candidato                  | Risultati 5 maggio 2005 | Risultati 5 maggio 2005 |
| Partito                    | Partito                                   | Candidato                  | Voti                    | %                       |
| -------------------------- | ----------------------------------------- | -------------------------- | ----------------------- | ----------------------- |
|                            | Conservatore                              | Tim Loughton               | 19 548                  | 43,89                   |
|                            | Laburista                                 | Daniel Yates               | 11 365                  | 25,51                   |
|                            | Lib Dem                                   | James Doyle                | 10 844                  | 24,35                   |
|                            | UKIP                                      | Richard Jelf               | 2 109                   | 4,73                    |
|                            | Legalise Cannabis                         | Christopher Baldwin        | 677                     | 1,52                    |
|                            |                                           |                            |                         |                         |
| Iscritti                   | Iscritti                                  | Iscritti                   | 72 310                  | 100,00                  |
| ↳ Votanti (% su iscritti)  | ↳ Votanti (% su iscritti)                 | ↳ Votanti (% su iscritti)  | 44 543                  | 61,60                   |
| ↳ Astenuti (% su iscritti) | ↳ Astenuti (% su iscritti)                | ↳ Astenuti (% su iscritti) | 27 767                  | 38,40                   |
|                            |                                           |                            |                         |                         |
|                            | Esito: collegio confermato a Conservatore |                            |                         |                         |

| Partito                    | Partito                                   | Candidato                  | Risultati 7 giugno 2001 | Risultati 7 giugno 2001 |
| Partito                    | Partito                                   | Candidato                  | Voti                    | %                       |
| -------------------------- | ----------------------------------------- | -------------------------- | ----------------------- | ----------------------- |
|                            | Conservatore                              | Tim Loughton               | 18 608                  | 43,21                   |
|                            | Laburista                                 | Daniel Yates               | 12 469                  | 28,95                   |
|                            | Lib Dem                                   | Paul Elgood                | 9 876                   | 22,93                   |
|                            | UKIP                                      | James McCulloch            | 1 195                   | 2,77                    |
|                            | Legalise Cannabis                         | Christopher Baldwin        | 920                     | 2,14                    |
|                            |                                           |                            |                         |                         |
| Iscritti                   | Iscritti                                  | Iscritti                   | 72 140                  | 100,00                  |
| ↳ Votanti (% su iscritti)  | ↳ Votanti (% su iscritti)                 | ↳ Votanti (% su iscritti)  | 43 068                  | 59,70                   |
| ↳ Astenuti (% su iscritti) | ↳ Astenuti (% su iscritti)                | ↳ Astenuti (% su iscritti) | 29 072                  | 40,30                   |
|                            |                                           |                            |                         |                         |
|                            | Esito: collegio confermato a Conservatore |                            |                         |                         |

## Risultati dei referendum

### Referendum sulla permanenza del Regno Unito nell'Unione europea del 2016
|             | Collegio                   | Lasciare UE % | Rimanere in UE % |
| ----------- | -------------------------- | ------------- | ---------------- |
|             | East Worthing and Shoreham | 53,6%         | 46,4%            |
| Inghilterra | 53,3%                      | 46,7%         |                  |
| Regno Unito | 51,9%                      | 48,1%         |                  |